# Johannes Frießner
Johannes Frießner (22 de março de 1892 - 26 de junho de 1971) foi um oficial alemão que serviu no Deutsches Heer durante a Segunda Guerra Mundial. Foi condecorado com a Cruz de Cavaleiro da Cruz de Ferro com Folhas de Carvalho.

## Carreira militar

### Patentes
| Fahnenjunker               | 20 de março de 1911     |
| Fahnenjunker-Unteroffizier | 5 de agosto de 1911     |
| Fahnrich                   | 5 de novembro de 1911   |
| Leutnant                   | 9 de agosto de 1912     |
| Oberleutnant               | 22 de maio de 1916      |
| Rittmeister                | 1 de agosto de 1922     |
| Hauptmann                  | 1 de outubro de 1922    |
| Major                      | 1 de abril de 1933      |
| Oberstleutnant             | 1 de outubro de 1935    |
| Oberst                     | 28 de fevereiro de 1938 |
| Generalmajor               | 14 de agosto de 1940    |
| Generalleutnant            | 16 de outubro de 1942   |
| General der Infanterie     | 20 de abril de 1943     |
| Generaloberst              | 20 de agosto de 1944    |

### Condecorações
| Cruz de Ferro (1914) 2ª Classe                                      | 15 de setembro de 1914 |
| Cruz de Ferro (1914) 1ª Classe                                      | 19 de setembro de 1916 |
| Ordem da Coroa, 4ª classe (Prússia)                                 |                        |
| Cruz de Cavaleiro da Ordem Militar de St. Henry (Saxônia)           | 27 de novembro de 1916 |
| Cruz de Cavaleiro 2ª Classe da Ordem Saxônica de Albert com Espadas |                        |
| Distintivo de Feridos em Preto (1918)                               |                        |
| Cruz de Honra da Guerra Mundial 1914/1918                           |                        |
| Cruz de Ferro (1939) 2ª Classe                                      | 27 de julho de 1942    |
| Cruz de Ferro (1939) 1ª Classe                                      | 21 de agosto de 1942   |
| Cruz Germânica em Ouro                                              | 9 de junho de 1943     |
| Cruz de Cavaleiro da Cruz de Ferro                                  | 23 de julho de 1943    |
| Cruz de Cavaleiro da Cruz de Ferro com Folhas de Carvalho nº 445    | 9 de abril de 1944     |
| Mencionado na Wehrmachtbericht                                      | 29 de novembro de 1944 |
| Cruz do Mérito Militar (1939) 1ª e 2ª Classe com Espadas            |                        |